# Mu (rivière)
Pour les articles homonymes, voir MU.
La Mu, ou My Myit, est une rivière de Haute-Birmanie, affluent de d'Irrawaddy. Coulant du nord au sud sur environ 275 km, elle draine la vallée de Kabaw et une partie de la zone entre l'Irrawaddy (à l'Est) et son principal affluent la Chindwin (à l'Ouest). Elle se jette dans l'Irrawaddy à l'Ouest de Sagaing, près de Myinmu. 
Son bassin versant au-dessus du seuil de Kabo est de 12 355 km. Son débit est saisonnier, mais très variable. Il est au plus bas de janvier à avril, monte rapidement en mai et juin et reste haut d'août à octobre. La Mu se trouve dans l'ombre pluviométrique de la Chaîne de l'Arakan et reçoit peu de pluie lors de la mousson d'été, avec un total de seulement 350 mm. Comme dit l'expression traditionnelle en birman : « Ma myinbu, Mu myit htin » - Si vous n'avez jamais vu de rivière, vous penserez que la Mu en est une. Certains l'appellent d'ailleurs Mu Chaung (ruisseau) plutôt que Mu Myit (rivière).
Le haut-cours boisé de la Mu est peuplé par des minorités Kadu et Kanan, tandis que la basse vallée fertile fait partie de la Birmanie centrale, occupée par la majorité birmane.

## Histoire
En 1503, les Shans Mong Yang attaquèrent la ville de garnison de Myedu qui gardait le nord de la partie irriguée de la vallée de la Mu, un important grenier à blé pour le royaume d'Ava. Ces attaques culminèrent en 1524 par la prise d'Ava, puis l'établissement de la domination shan sur le royaume (1527–1555).
Le roi Anaukpeitlun, après avoir vaincu à Syriam l'aventurier portugais Philippe de Brito en 1613, transporta dans la région les européens et eurasiens survivants. Ils ont conservé leur foi catholique et se distinguent encore légèrement aujourd'hui par leurs traits.
La vallée de Kabaw fut plusieurs fois attaquée par le royaume de Manipur, particulièrement sous son roi Pamheiba (1709–1748), dont l'armée traversa le Chindwin et la Mu pour prendre Myedu et atteignit même Sagaing, sur la rive de l'Irrawaddy en face d'Ava (mais en 1758 le roi Alaungpaya, fondateur de la dynastie Konbaung, envahit à son tour le Manipur.)

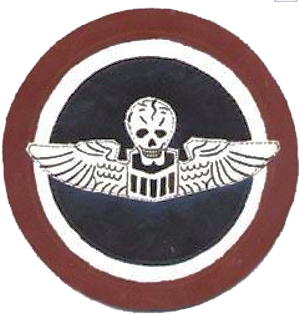
Insigne des Burma Bridge Busters.

Au cours de la Seconde Guerre mondiale, en avril et juillet 1943, les B-25 de l'US Air Force attaquèrent sans succès le pont entre Ywataung et Monywa, mais découvrirent par hasard une méthode de bombardement efficace le jour du Nouvel An 1944. Le 490th Missile Squadron y devint si habile qu'il y gagna le surnom de Burma Bridge Busters (destructeurs de ponts birmans). Le pont de chemin de fer fut pour sa part détruit par les forces japonaises en retraite.
Selon un témoin, après le massacre de Depayin en mai 2003, la plupart des victimes furent brûlées et leurs restes jetées dans la Mu. (Depayin se trouve à une quarantaine de kilomètres à l'Ouest de la rivière).

## Flore et faune
Les forêts sont dominées par des feuillus à bois dur du genre Dipterocarpus, principalement D. tuberculatus, mêlés à des ingyin (Pentacme suavis et Shorea oblongifolia), taukkyan (Terminalia tomentosa), thitsi (Melanorrhoea usitata), bambous et kaing (grandes herbes du genre Saccharum) autour des trous d'eau,
L'aire protégée de Chatthin, dont la Mu est proche de la limite orientale, a été créée en 1941 pour protéger le Thamin (ou Cerf d'Eld, Cervus eldii thamin). Les grands mammifères ont beaucoup diminué dans la région entre cette époque et les années 1980, notamment les tigres, les ours, les panthères, gaurs, bantengs, dholes, cerfs aboyeurs et cerfs cochons.
Le canard à ailes blanches (Asarcornis scutulata), un canard de forêt menacé, vit dans la vallée de la Mu.

## Développement
La vallée de la Mu est fertile et le gouvernement a mis en place un projet spécifique. En avril 2000, un nouveau pont ferroviaire et routier sur la Mu a été terminé à Ye-U (en) : il permet de relier Monywa, Budalin et Dabayin à Kin-U et à la ligne de chemin de fer Mandalay-Myitkyina,.
Le seuil de Kabo a été construit sur la Mu entre 1901 et 1907 par l'administration coloniale britannique. Le plus grand barrage de la région est celui de Thaphanseik, destiné à la production d'électricité (30 MW) et à l'irrigation. Il a été terminé en mai 2002 avec l'aide de la Chine,.